# Мельцер, Роберт-Фридрих
Роберт-Фридрих (или Роман Фёдорович) Мельцер (нем. Robert-Friedrich Meltzer; 1 апреля (20 марта по старому стилю) 1860, Санкт-Петербург — май 1943, Нью-Йорк)) — русский архитектор и художник декоративно-прикладного искусства периодов историзма и модерна.

## Биография
Роберт-Фридрих Мельцер родился в Санкт-Петербурге в семье прусского подданного Иоганна-Фридриха Мельцера (1831—1922), каретного мастера и основателя мебельной фабрики. Как мебельщик Мельцер-старший в царствование Александра III некоторое время был поставщиком двора, но император, якобы за подачу двух счетов на одну и ту же работу по Аничковому дворцу, запретил к нему обращаться с какими бы то ни было заказами.
Роберт Мельцер в 1878 году поступил в Императорскую Академию Художеств в Санкт-Петербурге. В 1887 году получил звание классного художника I-й степени по архитектуре.
Будучи архитектором императорского двора, принимал участие в отделке интерьеров множества царских резиденций: Зимнего дворца, Аничкова дворца, Александровского дворца в Царском Селе, Нижнего дворца и Коттеджа в Петергофе по рисункам архитектора А. Менеласа, императорского дворца в Ливадии.
В 1900 году Мельцер был назначен главным архитектором русского павильона на Всемирной выставке в Париже. В 1901—1903 годах по проекту Роберта-Фридриха Мельцера фирма его брата Фридриха Мельцера (придворного поставщика императора Николая II) производила перестройку интерьеров первого этажа левого флигеля в Александровском дворце в Царском Селе для семьи последнего российского императора. Мельцер — автор проекта ворот, оград пандусов в «растреллиевском стиле» и ограды «Собственного сада» Зимнего дворца (совместно с Н. А. Горностаевым, 1885—1888). Работал в русле исторических стилизаций (неостилей), характерных для времени правления императоров Александра III и Николая II в Санкт-Петербурге, Москве, Харькове и Киеве. Ограда, спроектированная им для Зимнего дворца, получила Гран-При на Всемирной выставке в Париже 1900 года. Для выставки Роман Фридрих проектировал «в национальных стилях» павильоны Сибири, Средней Азии и Кавказа.
Вместе с братом, фабрикантом Фридрихом (Фёдором Фёдоровичем) Мельцером (1861—1945) в 1894 году Роберт стал совладельцем фирмы, разрабатывал проекты мебели и изделий прикладного искусства в разных неостилях. В Зимнем дворце по проекту архитектора А. Ф. Красовского в 1894—1895 была создана «Готическая библиотека» императора Николая II. Мебель с «готической резьбой», бархатной обивкой и тиснёной кожей выполнили мастера фирмы «Ф. Мельцер» под руководством Роберта-Фридриха.
В 1901 году за «неслужебные отличия по ведомству Министерства Императорского двора» был награждён орденом Святого Станислава 1-й степени.
Покровительствовал начинающему художнику К. С. Петрову-Водкину, в дальнейшем был связан с ним многолетней дружбой.
В предреволюционные годы Мельцер много строил в Санкт-Петербурге и стал «одним из лидеров петербургского модерна, его неоромантического и рационалистического течений». Выстроенные им особняки и административные здания «характерны строгой элегантностью форм и тонкой стилизацией классицистических мотивов… Он успевал энергично и умело участвовать в делах мебельной фабрики фирмы Мельцер, удовлетворявшей тогда самым изысканным требованиям художественной промышленности».
В здании особняка В. С. Кочубея на Фурштадской улице в Санкт-Петербурге (1908—1910) Мельцер применил белый глазурованный силикатный кирпич, эффектно контрастирующий с чёрными элементами металлодекора, скруглённые углы и мягкие линии, характерные для культуры модерна. «Изящно прорисованные детали — фонари, решётки ворот и балконов, орнаментика — навеяны классическими мотивами, цитирующими формы кованых оград Петербурга конца XVIII — начала XIX века».
После революции эмигрировал, с 1918 года жил в Берлине, основал там мебельную фабрику. Затем, в 1921 году переехал в Нью-Йорк. Вначале успешно проектировал и строил, но затем наступило время кризиса. Скончался в Нью-Йорке.

## Основные работы в Санкт-Петербурге
- Ограда собственного сада Зимнего дворца. 1899—1901 (в 1924 году перенесена на проспект Стачек).
- Центральные ворота южного фасада Зимнего дворца. 1885—1888
- «Готическая библиотека» Николая II в  Зимнем дворце. Проект архитектора А. Ф. Красовского. 1894—1895
- Особняк Э. Г. Фолленвейдера. 1904—1905. Каменный остров
- Дворец Великого князя Михаила Александровича на Галерной улице. 1910—1913
- Дом В. С. Кочубея на Фурштатской улице. 1908—1910
- Дом Э. Л. Нобеля на Лесном проспекте. 1902—1904
- Доходный дом Э.Л. Нобеля на Лесном проспекте. 1910—1912 (проездные арки архитектор Ф. И. Лидваль)

## Проекты
- Дворцовая площадь, д. № 1 — решётки ворот и пандусов Зимнего дворца. 1885—1888. Совместно с Н. А. Горностаевым.
- 1894—1895 — отделка комнат Николая II в Зимнем дворце.
- Лесной проспект, д. № 19 — народный дом-библиотека Э. Нобеля 1897—1901.
- Пироговская набережная, д. № 19, двор — особняк и контора Э. Нобеля. Расширение. 1897, 1902—1903.
- Лесной проспект, д. № 20, корп — жилые дома завода «Людвиг Нобель»: корпуса 6, 9-14. 1898, 1904—1909. Включен существовавший дом. (Расширены).
- 1899—1901 — ограда сада у Зимнего дворца (в 1924 году перенесена к саду 9-го Января на проспект Стачек).
- Лесной проспект, д. № 21 — особняк и ограда Э. Нобеля, совместно с Э. Ф. Мельцером 1902—1904. В 1910 году здание перестраивалось по проекту Ф. И. Лидваля и имеющийся дом был включён в новый особняк.
- Пироговская набережная, д. № 19, двор — Большой Сампсониевский проспект, д. № 30, двор — ворота и производственные здания завода «Людвиг Нобель». 1902, 1905—1907, 1910. (Перестроены).
- Александровский парк, д. № 5 — здание Ортопедического клинического института 1902—1906.
- Большая аллея, д. № 13 — особняк Г. Э. Фолленвейдера, 1904—1905 гг.[12]
- Полевая аллея, д. № 6, 8 — особняк Ф. Р. Мельцера. Построен по собственному проекту в 1904—1906 годах[13]. С 2008 года — Государственная гостевая резиденция[14].
- Лесной проспект, д. № 20, корп — жилые дома завода «Людвиг Нобель»: корпуса 1, 2. 1906.
- Фурштатская улица, д. № 24 — особняк В. С. Кочубея. 1908—1910[15].
- Улица Куйбышева, д. № 2—4, правая часть — особняк В. Э. Бранта. 1909—1910.
- Улица Бехтерева, д. № 3 — комплекс зданий Психоневрологического института. 1910—1913.
- Английская набережная, д. № 54/Галерная улица, д. № 55 — дворец великого князя Михаила Александровича. Перестройка и расширение. 1910—1913.
- 1912—1916 — дворцовый мост. Архитектурное решение. Инж. А. П. Пшеницкий. (Отделка не осуществлена).
- Набережная реки Мойки, д. № 58 — доходный дом А. Жуэна. 1913—1914.

## Память
- В 2020 году имя архитектора было присвоено скверу в Санкт-Петербурге, на углу Большого Сампсониевского проспекта и Нобельского переулка[16].